# RADIRS
RADIRS (integrovaný systém rychlého nasazení raket) je americký raketomet. RADIRS lze namontovat na vozidlo, používat jako návěs nebo obsluhovat ručně. Odpalovat se z něho dají hlavice osvětlovací, zábleskové, dýmové nebo s trhavinou.